# Finlande aux Jeux paralympiques d'hiver de 2014
La Finlande participe aux Jeux paralympiques d'hiver de 2014, à Sotchi, en Russie, du 7 au 16 mars 2014. Il s'agit de la onzième participation de ce pays aux Jeux d'hiver, la Finlande ayant été présente à tous les Jeux.
Le pays est représenté par une délégation de quatorze athlètes (en comptant un guide pour athlète aveugle ou malvoyant), dans les épreuves de ski alpin, de ski nordique, de curling et de snowboard, cette dernière discipline étant une nouveauté aux Jeux de Sotchi. La délégation finlandaise inclut les deux seuls médaillés finlandais des Jeux de Vancouver en 2010 : Maija Jarvela, médaille d'argent dans la poursuite de 3 km en biathlon chez les femmes (catégorie debout), et Ilkka Tuomisto, médaille de bronze dans le sprint d'un km en ski de fond chez les hommes (debout). Par ailleurs, le snowboarder Matti Suur-Hamari a remporté une médaille d'or à la Coupe du monde de para-snowboard 2013-2014 peu avant les Jeux, et représente donc également une chance de médaille pour le pays. Autrefois l'une des grandes nations des Jeux paralympiques d'hiver, dans les années 1970 et 1980, la Finlande n'y a plus remporté de médaille d'or depuis les Jeux de 2002,.

## Médaillés
| Sport                  | Discipline   | Athlète(s)     | Catégorie | Performance   | Date    |
| Médailles d'argent : 1 |              |                |           |               |         |
| Ski de fond            | 20 km hommes | Ilkka Tuomisto | Debouy    | 51 min 31 s 5 | 10 mars |

## Par discipline

### Curling
Le curling aux Jeux paralympiques est une épreuve mixte, et se pratique en fauteuil roulant. L'équipe finlandaise (Tuomo Aarnikka, Vesa Hellman, Markku Karjalainen, Sari Karjalainen et Mina Mojtahedi) participe aux Jeux paralympiques pour la première fois.

### Ski alpin
L'unique représentante finlandaise est Katja Saarinen. Amputée de la jambe droite, elle concourt dans la catégorie debout. Il s'agit de ses quatrièmes Jeux.

### Ski nordique
Dans ce qui a été historiquement son point fort, le ski nordique, la Finlande est représentée par sept athlètes (dont un guide pour athlète aveugle ou malvoyant).

### Snowboard
Pour la première apparition du snowboard aux Jeux paralympiques, la Finlande est représentée par Matti Suur-Hamari, champion du monde. Aux Jeux de Sotchi, le snowboard n'est ouvert qu'aux athlètes handicapés des membres inférieurs et concourant debout.